# Wohnsiedlung Zurlinden
Die Wohnsiedlung Zurlinden ist eine aus drei Blockrandbebauungen bestehende Überbauung an der Fritschiwiese in der Nähe der  Badenerstrasse im Zürich-Wiedikon, die in 1919 bezogen werden konnte. Sie entstand aufgrund der Wohnungsnot während des Ersten Weltkriegs.

## Lage
Ein Wohnblock liegt zwischen Badenerstrasse und der Fritschiwiese, einer an der Fritschistrasse zwischen Zentral- und Zurlindenstrasse und der letzte bildet den südlichen Eckbau an der Kreuzung Fritschistrasse/Zurlindenstrasse. Die Siedlung ist durch die Tramhaltestelle Zypressenstrasse erschlossen.

## Geschichte
Während des Ersten Weltkriegs wechselte in der Stadt die Situation von grossem Wohnungsleerstand sehr schnell in eine Wohnungsnot. Im August 1917 wurden stadtweit nur noch 20 leerstehende Wohnungen gemeldet. Der private Mietwohnungsbau kam praktisch zum Erliegen, weil die Baukosten und die Zinsen in die Höhe schnellten. Die Stadt erwarb aus einer Konkursmasse das Areal zwischen dem Friedhof Sihlfeld – damals noch Zentralfriedhof genannt – und der Badenerstrasse. Das an den Wohnblock an der Badenerstrasse angrenzende Areal des ehemaligen Friedhofs Aussersihl sollte in Form der Fritschiwiese als städtischer Freiraum erhalten bleiben. Das umzusetzende Bauprojekt wurde, erstmals im städtischen Wohnsiedlungsbau, durch einen Architektenwettbewerb erkoren.

## Bauwerk
Die Siedlung wurde von Robert Bischoff und Hermann Weideli entworfen. Sie besteht drei offenen Wohngevierten, die aus aneinander gebauten viergeschossigen Doppelhäusern aufgebaut sind. Pro Haus sind jeweils acht 3-Zimmer-Wohnungen vorhanden. Alle Zimmer sind durch einen kurzen Gang erschlossen. Die Treppenhäuser liegen auf der Strassenseite, die Wohnräume gegen den Innenhof. Der Grundriss der Häuser war wegweisend für den Wohnungsbau der 1920er Jahre. Die Grundrisse der Eckhäuser weichen leicht ab.
Die «Zurlinden» umfasst 178 Wohnungen, deren Grösse von 42 m2 grossen 2-Zimmer-Wohnungen bis zu 138 m2 grossen 5 1⁄2-Zimmer-Wohnungen reicht, der grösste Teil der Wohnungen sind 3-Zimmer-Wohnungen mit einer Fläche zwischen 60 und 80 m2.